# Abweiler
Abweiler (en luxemburgués: Obeler) és una vila de la comuna de Bettembourg del districte de Luxemburg al cantó d'Esch-sur-Alzette. Està a uns 9,4 km de distància de la Ciutat de Luxemburg.